# Royal Society of Medicine

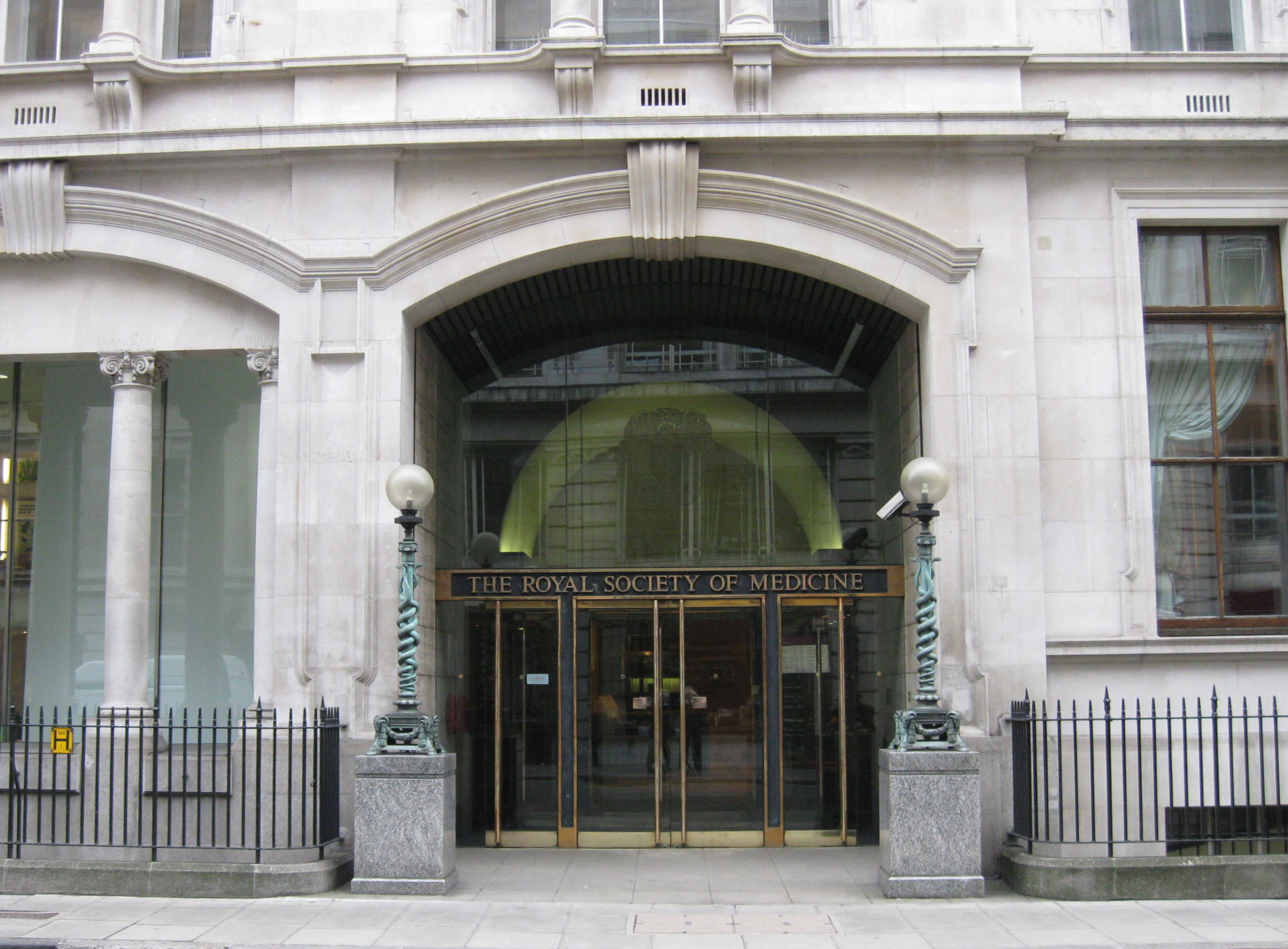
Sitz der RSM, 1 Wimpole Street, Westminster, London

Die Royal Society of Medicine (RSM) ist eine britische Ärzteorganisation.
Sie wurde 1805 als Medical and Chirurgical Society of London gegründet. 1834 erhielt sie eine Royal Charter und wurde in Royal Medical and Chirurgical Society of London umbenannt. 1907 ging schließlich aus dieser und siebzehn Spezialgesellschaften die RSM hervor. Die Royal Society of Medicine hat seit 1910 ihren Sitz in der Wimpole Street, Westminster, London. Ihr Präsident ist Roger Kurby. Sein Vorgänger war Babulal Sethia.

## Tätigkeiten
Mitglied können Ärzte, Zahnärzte, Tierärzte und Wissenschaftler sowie Studenten der Medizin, Zahnmedizin oder Tiermedizin werden. 2013 hatte die RSM etwa 21.000 Mitglieder. Außerdem vergibt die RSM Ehrenmitgliedschaften für herausragende Leistungen in der Medizin und benachbarten Wissenschaften. Die Gesamtzahl der (lebenden) Ehrenmitglieder (Honorary Fellows) ist auf 100 beschränkt. So waren zum Beispiel Charles Darwin, Louis Pasteur, Edward Jenner und Sigmund Freud Ehrenmitglieder der Gesellschaft.
Die Organisation veranstaltet wissenschaftliche Symposien und Fortbildungen, sowie öffentliche Informations- und Diskussionsveranstaltungen und sie betreibt eine der größten medizinischen Bibliotheken der Welt – mit etwa 600.000 Bänden und 12.000 Zeitschriften. Sie erstellt ausdrücklich keine medizinischen Leitlinien.
Die RSM vergibt eine Reihe von Auszeichnungen für Medizinstudenten, für Ärzte in der Ausbildung zum Facharzt und für Fachärzte beziehungsweise Wissenschaftler. Außerdem ist sie Herausgeberin der wissenschaftlichen Fachzeitschriften Journal of the Royal Society of Medicine (JRSM) (seit 1809) und JRSM Open als Open-Access-Zeitschrift. RSM press verlegt einige Monographien, vorwiegend aus dem Gebiet der Medizingeschichte.